# ᵍ
Cette page contient des caractères spéciaux ou non latins. S’ils s’affichent mal (▯, ?, etc.), consultez la page d’aide Unicode.
ᵍ, appelée g en exposant, g supérieur ou lettre modificative g, est un symbole de l’alphabet phonétique américaniste, de l’alphabet phonétique ouralien, et un symbole non standard de l’alphabet phonétique international. Il est formé de la lettre g mise en exposant.

## Utilisation
Jeffrey Heath utilise le g en exposant dans le digramme ‹ nᵍ › pour noter la consonne nasale vélaire [ŋ] dans l’orthographe nunggubuyu.

## Représentations informatiques
La lettre modificative g peut être représenté avec les caractères Unicode suivants (alphabet phonétique international) :
| formes       | représentations | chaînes de caractères | points de code | descriptions                    | note                            |
| ------------ | --------------- | --------------------- | -------------- | ------------------------------- | ------------------------------- |
| modificative | ᵍ               | ᵍ                     | U+1D4D         | lettre modificative minuscule g | codé pour le symbole phonétique |

## Sources
- (en) Finlande, Irlande, Norvège ISO/IEC JTC1/SC2/WG2, Uralic Phonetic Alphabet characters for the UCS, 20 mars 2002 (lire en ligne)
- (en) Jeffrey Heath, Nunggubuyu dictionary, 1982 (ISBN 0391026127, lire en ligne)